# Hermann-Christian Zimmerle

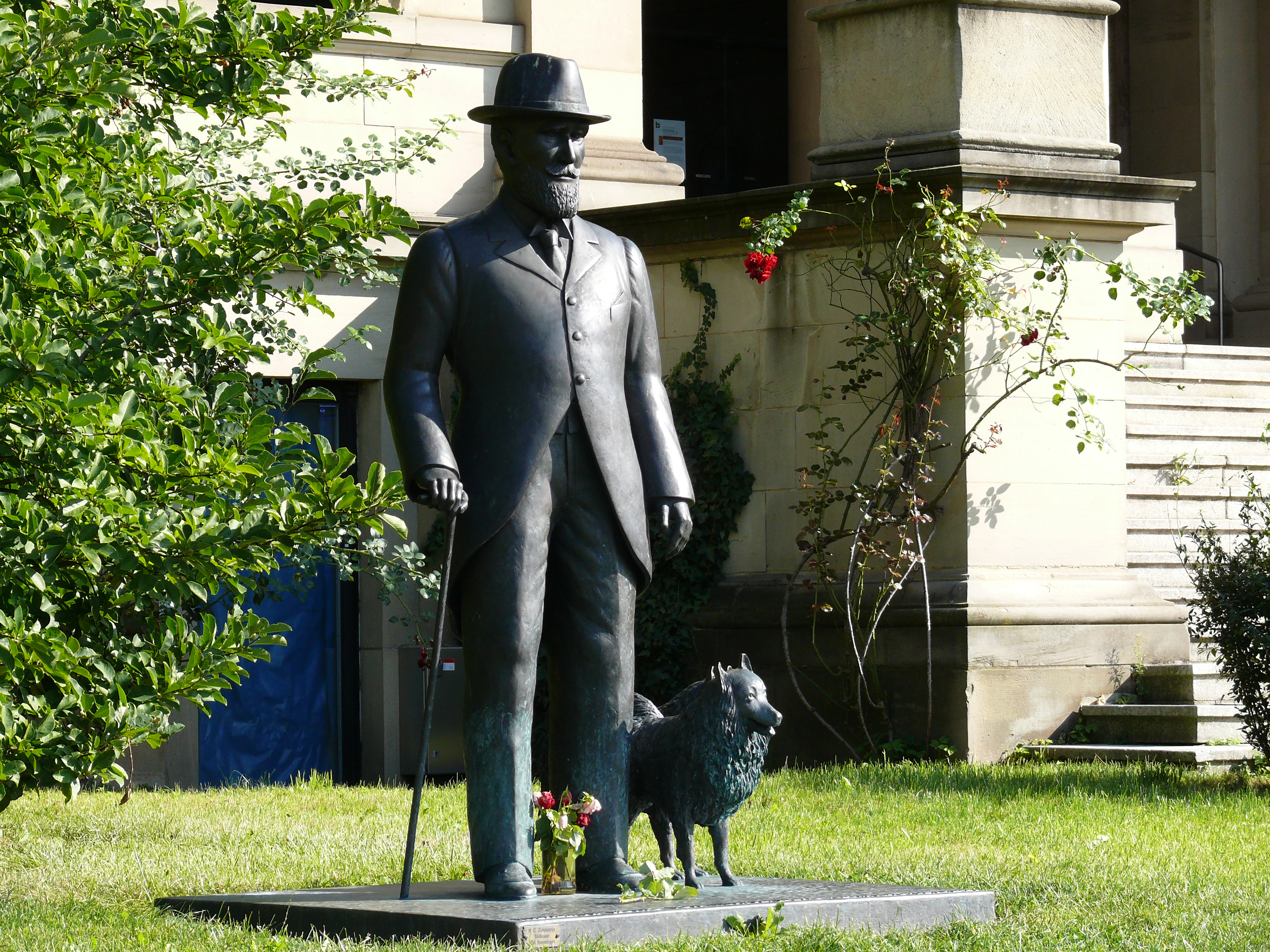
Denkmal für König Wilhelm II. von Württemberg an seinem ursprünglichen Standort an der Konrad-Adenauer-Straße vor dem Wilhelmspalais in Stuttgart

Hermann-Christian Zimmerle (* 24. September 1921 in Großheppach; † 13. April 1995 in Gerlingen) war ein deutscher Bildhauer und Betreiber einer privaten Kunstschule.
Er besuchte von 1945 bis 1948 die Kunstakademie München.
Als Ausbilder wirkte er an seiner privaten Modellierschule in Hochdorf an der Enz.
Er war verheiratet mit der Künstlerin Roswitha Zimmerle-Walentin.
Größere Bekanntheit in Stuttgart erlangte der Name des Künstlers noch einmal postum mit der Eröffnung des neuen Stadtmuseums Stuttgart 2018, und zwar verbunden mit der Debatte, an welchem Ort das seit 1991 an der Seite vor dem Eingangsportal des Wilhelmspalais errichtete Denkmal für König Wilhelm II. mit Spitzen zukünftig stehen sollte. Die prominent sichtbare Stelle an der sogenannten Kulturmeile der viel befahrenen Konrad-Adenauer-Straße sollte es nicht mehr sein. Die Leitung des neuen Stadtmuseums hielt den ruhigeren Vorgarten beim Palais an der Urbanstraße für besser geeignet. Seit Herbst 2020 bis zum Juli 2021 war das 600 kg schwere Bronze-Denkmal wieder vor dem Museum an der Konrad-Adenauer-Straße und dann von Mitte Juli bis Ende September 2021 bei der Staatsoper Stuttgart im Schlosspark. Während der Sonderausstellung über König Wilhelm II. vom 2. Oktober 2021 bis zum 27. März 2022 befand sich das Denkmal im Stadtpalais selbst vor dem Eingang zur Ausstellung. Nach dieser Ausstellung hat das Denkmal wiederum einen Platz beim Stadtpalais an der Urbanstraße gefunden.      

## Werke
- Aussegnungshalle, Hemmingen
- 1991, Eva im Park, Hemmingen
- 1991, König Wilhelm II. mit Spitzen, Wilhelmspalais Stuttgart
- 1993, Heslacher Hocker, Erwin Schöttle-Platz Stuttgart-Heslach